# مدفع هاوتزر إم 101
وكانت المدفعية 105 ملم M101A1 (المعينة سابقا M2A1) قطعة مدفعية طورتها وتستخدمها الولايات المتحدة. لقد كان مدرج الهاوتزر القياسي في الولايات المتحدة في الحرب العالمية الثانية وشهد تحركًا في مسارح
كل هذه الصفات من السلاح ، جنبا إلى جنب مع إنتاجها على نطاق واسع ، أدى إلى اعتماده من قبل العديد من البلدان بعد الحرب. كما أصبح نوع ذخائرها المعيار لكثير من النماذج اللاحقة للبلدان الأجنبية.

## تاريخ
خلال الحرب العالمية الثانية ، تألفت أفواج المدفعية الأمريكية من مفرزة مقر ، وكتيبة مدفعية من عيار 155 ملم ، وثلاث كتائب مدفعية من عيار 105 ملم. وكان لكل من الكتيبتين 155 و 105 مم كل منها 12 بندقية ، مقسمة إلى ثلاث بطاريات من أربع بنادق. التي أعطت كل فوج ما مجموعه اثني عشر مدافع هاوتزر من عيار 155 ملم ، وستة وثلاثين ست من مدافع الهاوتزر.
تم تغيير نظام تصنيف المدفعية العسكرية الأمريكية في عام 1962 ، وإعادة تصميم المدفعية 105 ملم M2A1 و M101A1. استمرت البندقية في رؤية الخدمة في الحروب الكورية وفيتنام. على الرغم من أن نموذج مماثل ، M102 هاوتزر ، تشارك نفس الأدوار في المعركة ، فإنه لم يحل تماما محل M101A1. اليوم ، تم تقاعد M101A1 من قبل الجيش الأمريكي ، على الرغم من أنه لا يزال يرى الخدمة مع العديد من البلدان الأخرى. وبحلول نهاية الحرب العالمية الثانية ، تم بناء 8،536 105 ملم من مدافع الهاوتزر ، واستمر إنتاج ما بعد الحرب في جزيرة روك آرسنال حتى عام 1953 ، وبحلول ذلك الوقت ، تم بناء 10202.

## معرض صور

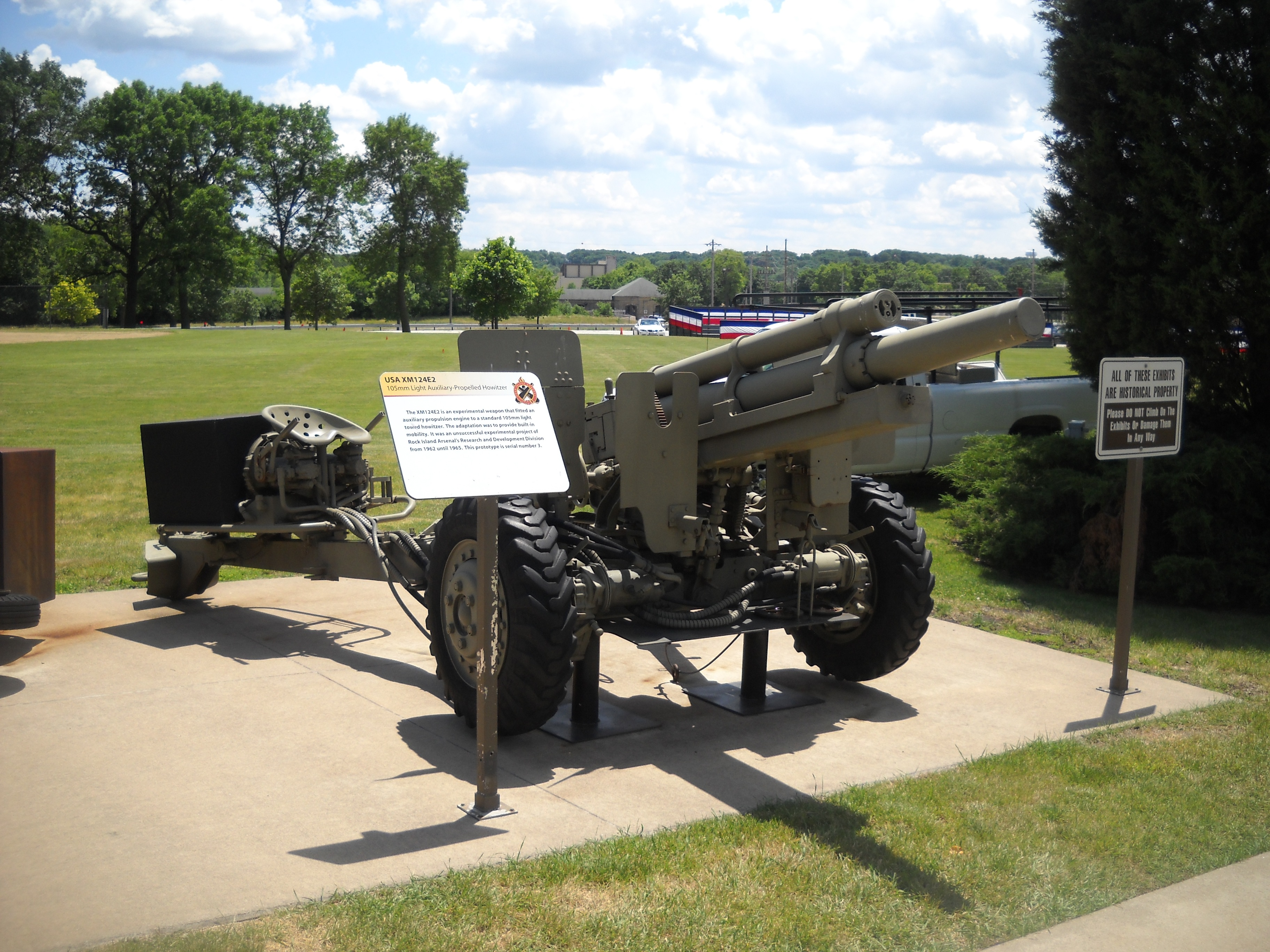
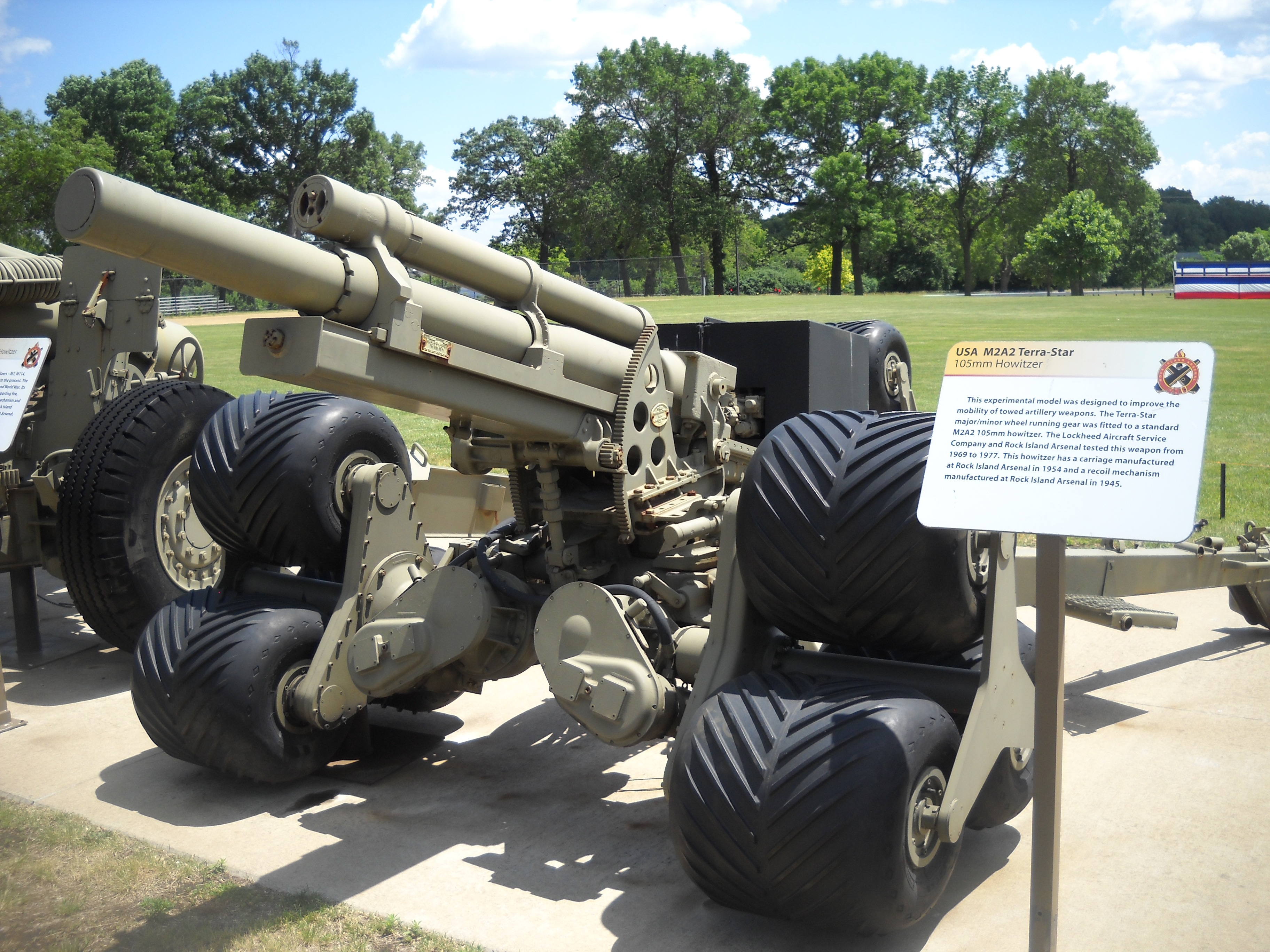
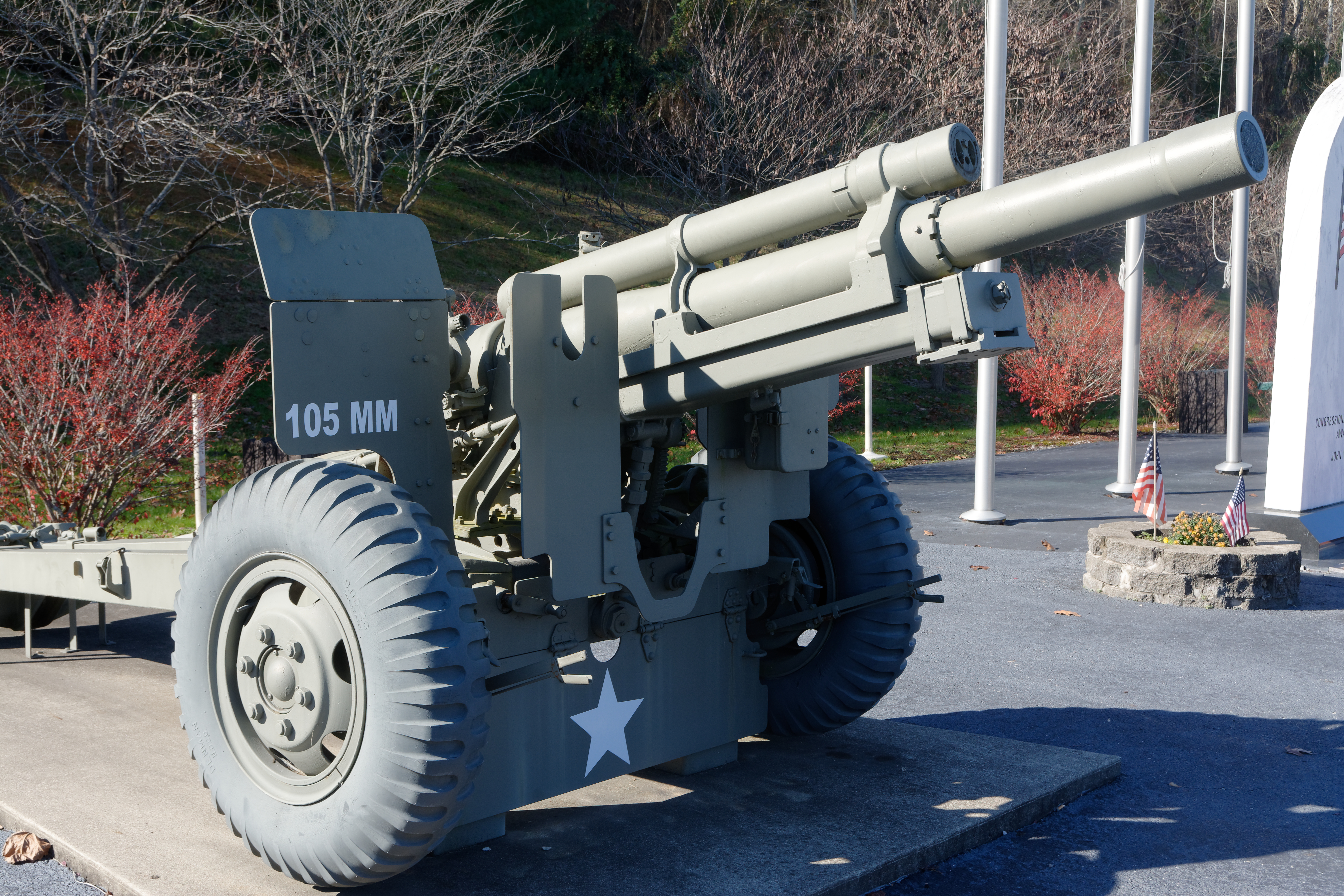
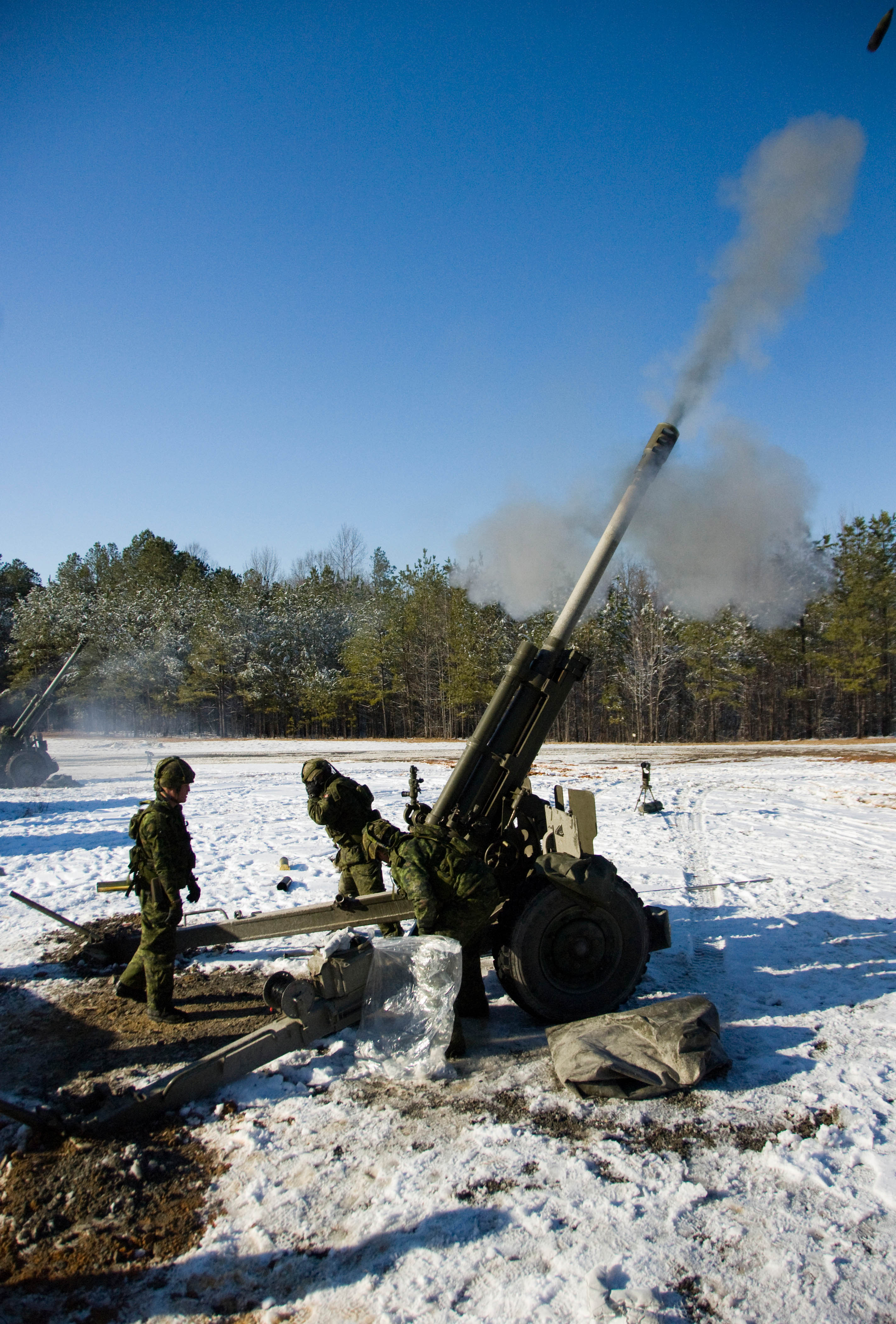
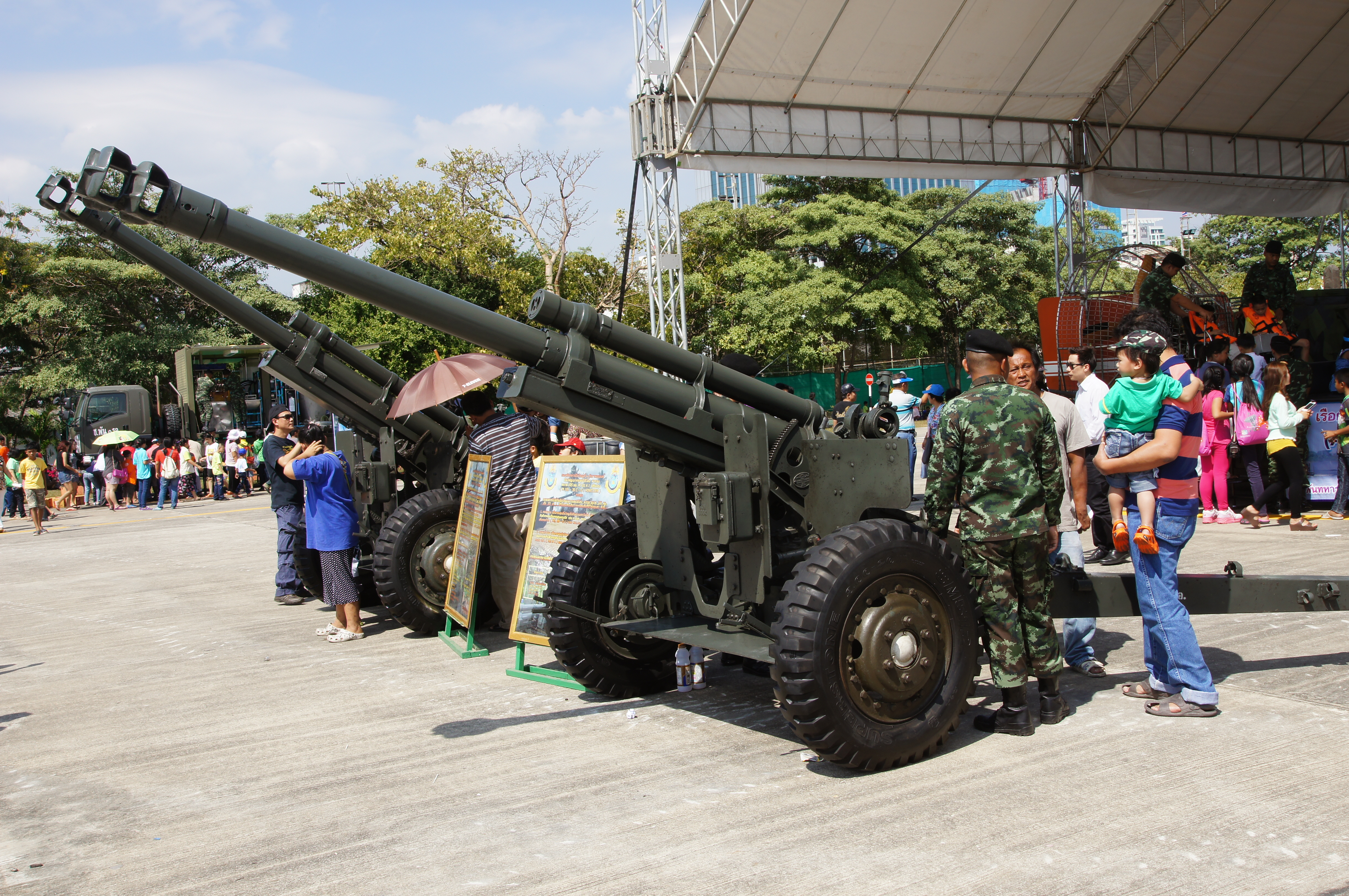

## الحروب
الحرب العالمية الثانية
الحرب الكورية
حرب فيتنام
التمرد في الفلبين

## المطورون
كندا مع براميل مطولة من عيار 33
تشيلي
جمهورية الدومنيكان
جمهورية الصين
كولومبيا
كرواتيا
الإكوادور
السلفادور
فرنسا
ألمانيا
غواتيمالا
إيران
العراق
اليابان
كوريا الجنوبية
جمهورية الخمير
لبنان
مقدونيا